# Ягодный (Колышлейский район)
 Ягодный  — поселок в Колышлейском районе Пензенской области. Входит в состав городского поселения рабочий посёлок Колышлей.

## География
Находится в южной части Пензенской области на расстоянии приблизительно 3 км на север-северо-восток от районного центра поселка Колышлей.

## История
Основан в 1920-е годы при железнодорожном остановочном пункте 204-й км. Численность населения: 57 человек (1926 год), 112 (1959), 23 (1979), 7 (1989), 59 (1996).

## Население
Население составляло 69 человек (русские 94 %) в 2002 году, 49 в 2010.